# Humbert II de Savoie
Pour les articles homonymes, voir Humbert, Humbert II et Humbert de Savoie.
Humbert II de Maurienne ou dit plus couramment Humbert II de Savoie, dit le Renforcé (parfois le Gros), né après 1065 et mort le 19 octobre 1103 au château de Salins, en Tarentaise, est le sixième comte en Maurienne, également seigneur du Bugey, d'Aoste et du Chablais et marquis de Suse (v. 1078-1080), fils du comte Amédée II de Savoie.
Les Humbertiens, à l'origine de la maison de Savoie, bien qu'étant implantés dans le comté de Savoie, ne portent le titre de comte de Savoie qu'à partir du comte Amédée III, à partir de 1143.

## Biographie

### Enfance
Humbert est le fils du comte Amédée II de Savoie (v. 1050-1080) et de Jeanne de Genève, fille du comte de Genève Gérold II. Ils eurent trois filles et un garçon. Selon les ouvrages, il est considéré comme l'aîné ou le second de la fratrie. Aucune date n'est avancée.
Selon la tradition historiographique, il est surnommé le Renforcé, c'est-à-dire plus que fort, parfois le Gros,, en raison très probablement d'une taille et d'un poids remarquable pour l'époque. On trouve ce surnom, d'après Samuel Guichenon, dans une donation d'Amédée III à l'abbaye de Rivalta en Piémont, ainsi que dans la Charte de fondation du prieuré d'Innimond en Bugey.

### Affirmation du pouvoir comtal
Humbert succède à son père probablement en 1080. Il semble fort probable qu'il soit mineur à ce moment-là et que la régence soit confiée, selon l'interprétation historiographique, à sa grand-mère Adélaïde de Suse. En tant que nouveau comte, il possède l'autorité sur l'abbaye Saint-Maurice d'Agaune, il en est ainsi l'abbé laïc.
Dès le début de son règne, Humbert II doit faire face à de nombreux ennemis, sur ses propres terres et dans les seigneuries voisines. À son avènement, les terres de Humbert II étaient seulement constituées de la majeure partie de la vallée de la Maurienne, d'une partie de la vallée de la Tarentaise (aux mains de l'archevêque), du Piémont, du comté d'Aoste le duché de Turin, du marquisat de Suse, du Bugey, du gouvernement du Chablais.
Son pouvoir est menacé par les princes voisins contre lesquels il va devoir affirmer son pouvoir au cours de ses vingt-trois années :
- deux prélats sont plus riches et plus puissants que lui, l'évêque de Maurienne, dont l'évêché avait été refondé en 1061, et l'archevêque-comte de Tarentaise ;
- des petits barons, des grandes vallées alpines, relevant directement de l'Empereur, avec à leur tête le vicomte de Briançon ;
- de grands seigneurs piémontais, qui contestent et revendiquent une part de l'héritage piémontais ;
- de grands seigneurs, comme Aimon de Chambéry et Aymon Ier de Genève.

En Tarentaise, le pouvoir est partagé entre les seigneurs de Briançon, qui auraient été faits vicomte de Tarentaise par les Humbertiens ou par l'Empereur Henri IV du Saint-Empire au cours du Xe siècle, et les archevêques-comtes de Tarentaise qui contrôlent principalement la basse et moyenne vallée, excepté l'enclave du Pas de Briançon et son château entre les mains des vicomtes. En cette fin de siècle, les populations locales perçoivent mal la volonté de l'archevêque Héraclius à vouloir asseoir son pouvoir temporel sur la vallée et surtout la cité de Moûtiers. Le vicomte Aimery (Emeric) de Briançon, soutenus par d'autres seigneurs de la vallée, se soulève contre l'archevêque. Ce dernier fait appel à l'Empereur Henri IV pour lui venir en aide qui fait intervenir le comte Humbert. Les hommes du vicomte de Briançon sont défaits vers 1082. Humbert profite de cette victoire pour s'imposer en Tarentaise, permettant ainsi de relier ses différents territoires du Val d'Aoste, de Savoie et de Maurienne, s'installant notamment au château de Salins. Il semble que, selon certains historiens sans toutefois en avoir la preuve, cela soit à cette même période le comte Humbert avait reçu les droits de vicaire de l'empire de l'Empereur et qu'il fit prévaloir sur l'archevêque de Tarentaise. Cependant, cette conquête de la Tarentaise est à nuancer. L'archiviste paléographe Jacqueline Roubert indique, dans son ouvrage sur La seigneurie des Archevêques Comtes de Tarentaise (1961), « on ne saurait ajouter foi aux Chroniques de Savoie qui attribuent la conquête de la vallée au comte de Savoie qui, en 1082, aurait été appelé par un archevêque Héraclius pour châtier les sires de Briançon de leurs exactions ». Le siège du château de Briançon (et le contrôle de la vallée) se déroule deux siècles plus tard.
Selon la tradition Humbert fait entrer, par droit de conquête, le bourg de Salins et son château dans le domaine comtal, en en faisant une rivale direct de la cité de Moûtiers. Là encore, Jacqueline Roubert s'interroge : « Possédait-il déjà le château de Melphe au-dessus de Salins et le bourg de Salins où s'installeront plus tard les tribunaux des comtes de Savoie ? Ce sont autant de questions auxquelles l'absence de documents ne permet pas de répondre. »
Le comte Humbert tient désormais pour vassaux les vicomtes de Maurienne, les La Chambre, ainsi que de nombreux seigneurs dont les évêques d'Aoste et de Maurienne. Il place à la tête de Saint-Maurice un prévôt, Aimon (III) de Briançon, vicomte de Tarentaise.
Vers 1090, il épouse  Gilles ou Wille ou encore Gisèle de Bourgogne-Ivrée, fille du comte de Bourgogne et de Mâcon, Guillaume Ier de Bourgogne,. Il a pour beau-frère le futur pape Calixte II, élu en 1119.

### Gestion de ses terres
Afin de gérer son héritage courant du Bugey au Piémont, il met en place le système de mestralie ou métralie, un officier chargé d'administrer ses terres de Tarentaise, Vaud, Haut-Chablais et de Suse, ou s'appuie également sur les vicomtes dans les différents comtés (Val d'Aoste, Maurienne, Tarentaise). On retrouve ainsi les La Chambre pour la Maurienne, les Briançon en Tarentaise, les Chambéry en Savoie, ainsi que les Bocsozel en Sermorens et les Grammont en Bugey. Les membres de ces familles forment parfois le conseil comtal.

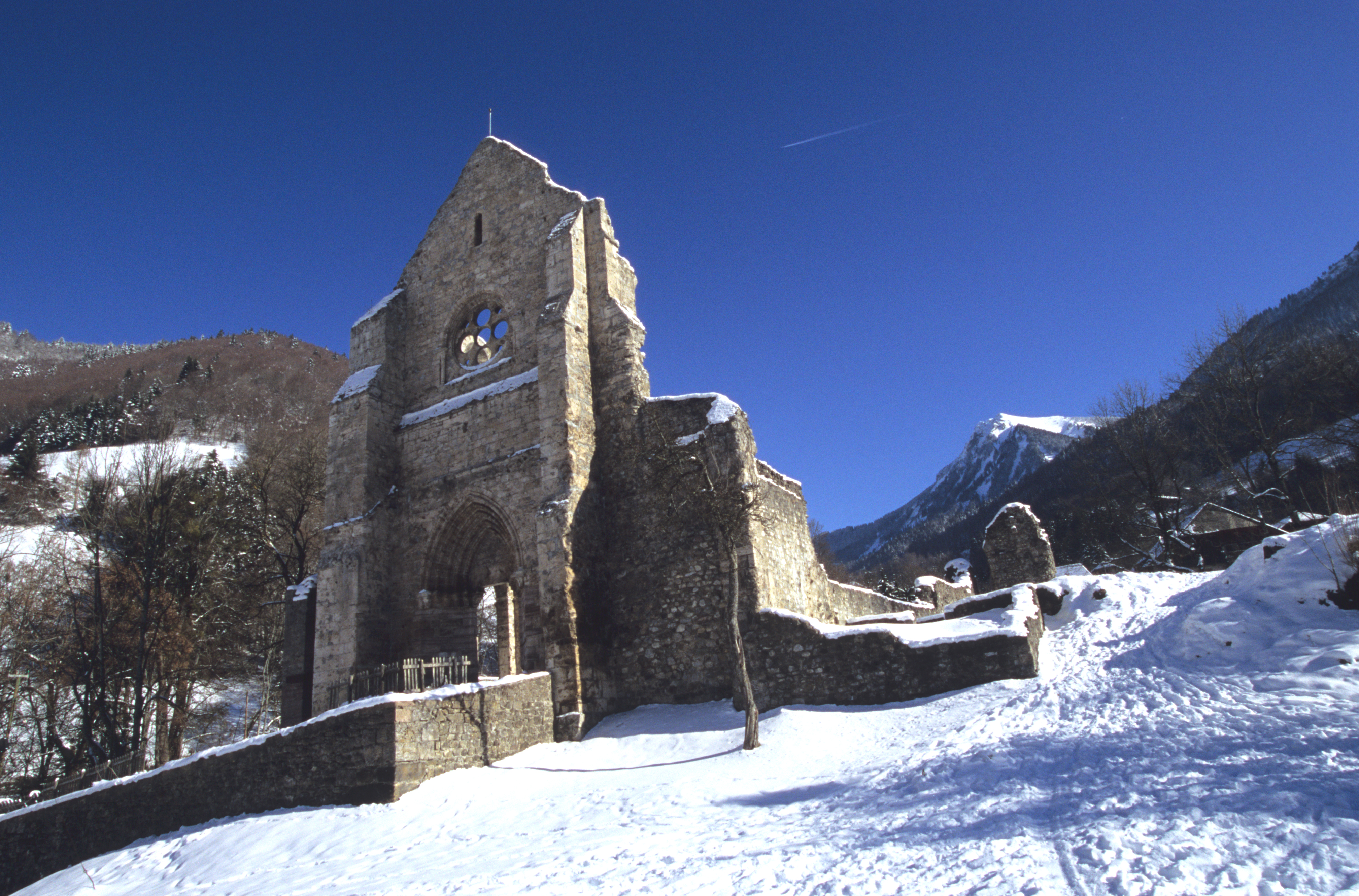
Abbaye d'Aulps, en Chablais.

Il dirige également son action vers les prieurés à qui il fait des donations ou en pratiquant l'avouerie,. En contrepartie de la protection aux monastères, le comte accroît également ses droits et donc son autorité sur les différents territoires. Il fait une donation au prieuré de Yenne en Bugey ou au prieuré Saint-Victor de Genève dans le comté de Genève. Il autorise la donation pour la fondation du prieuré de Bellevaux en Bauges (1091). Il est à l'origine de la fondation, vers 1094 de l'abbaye d'Aulps dans le Chablais, Il fonde également le prieuré d'Innimond (ou Innimont) en Bugey,. Lorsque l'évêque d'Aoste Boson fait des donations à Cluny et Saint-Victor de Genève, vers 1082/1102, l'acte est approuvé par les avoués dont le comte Humbert.
Il effectue en 1101 un pèlerinage à Rome auprès du pape. Favorable à la première croisade, certains historiens ont considéré ce déplacement à Rome comme l'engagement du comte à se rendre en Terre sainte.
Du côté du Piémont et de la vallée de Suse, il affirme son pouvoir sur les villes et passe également des accords avec les monastères, notamment avec la puissante abbaye de Saint-Michel-de-la-Cluse. Humbert créé un atelier de monnaie à Suse. Toutefois, il semble avoir du mal à maintenir son pouvoir dans la marche de Turin,. À la mort de sa grand-mère, la comtesse Adélaïde de Suse, en 1091, l'empereur Henri IV réclame l'héritage de sa femme, Berthe, fille d'Adélaïde et fait occuper le PIémont. Le comte Humbert, de retour de Rome, parvient à garder le contrôle du Val de Suse en faisant lever ses troupes,. Par ailleurs, ses droits sur le versant italien sont contestés par les seigneurs de Saluces, Boniface marquis de Savone, le marquis Boniface de Montferrat et quelques autres grands seigneurs. Après de sanglants combats, il doit se défaire d'une partie de son héritage piémontais afin de préserver l'essentiel de l'héritage d'Adélaïde, sa grand-mère.

### Mort et lieu de sépulture
Le martyrologe de St-Jean-de-Maurienne donne sa mort au « 14 des kalendes de novembre », soit le 19 octobre 1103, à Moûtiers. Le Regesta comitum Sabaudiae place son obit 1103, 18 septembris. L'année 1103 est retenue. Le lieu de sa mort pourrait être le château de Salins,. Il serait ainsi inhumé dans la cathédrale Saint-Pierre de Moûtiers,,. Jacqueline Roubert s'interroge, dans la mesure où la possession n'est pas prouvée, « Y mourut-il par hasard ? ».
Son fils aîné, Amédée devient comte sous le nom d'Amédée III de Savoie. Un conseil comtal est mis en place avec la comtesse, l'évêque de Maurienne, Conon Ier, le comte de Genève, Aymon Ier et le grand seigneur Guy de Miribel. Gisèle de Bourgogne devient toutefois la nouvelle régente de fait du comté,. Il est placé sous l'autorité du comte Aymon Ier de Genève, nommé tutor,.

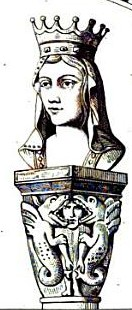
Adèle de Savoie d'après l’Histoire générale de France depuis les temps les plus reculés jusqu'à nos jours: illustrée et expliquée par les Monuments de toutes les Époques.

## Famille
Vers 1090, il épouse Gisèle de Bourgogne (ou Gilles, ou Wille) (1075 - après 1133), fille de Guillaume Ier de Bourgogne dit « Tête-Hardie », comte de Bourgogne et de Mâcon, qui lui donne six enfants,.
Son fils aîné, Amédée (1095 † 1149), lui succède à la tête de la principauté sous le nom d'Amédée III. Les fils suivants, pour la plupart, poursuivent une carrière ecclésiastique. Guillaume († 1130) est chanoine à Liège, Humbert († 1131), dont la vie est inconnue à ce jour, Guy devient abbé à Namur et, enfin, Reynald ou Raynaud est prévôt de Saint-Maurice d'Agaune († après 1150),.
Le couple a deux filles. Adélaïde (v.1100 † 1154) épouse le roi de France Louis VI le Gros, le 3 août 1115, selon le médiéviste, Andrew W. Lewis, et sa cadette, Agnès (v. 1103 † ap.1180), est mariée à Archambaud VII de Bourbon († 1171), sire de Bourbon. Adélaïde porte le prénom de son aïeule Adélaïde de Suse.

## Titres et possessions
Humbert II hérite des différents titres de son père sur les territoires de la Maurienne, de la Savoie Propre, du Chablais, du Val d'Aoste ou encore du Bugey. Il semble toujours disposer des droits « au-delà des Alpes » (Val de Suse), étant donné qu'il y fait toujours des donations. Perret (1981) observait qu'il n'existait pas de documents originaux dans lesquels il porte le titre de marquis en Italie.
L'historien savoyard, Léon Menabrea (1839), relevait dans les différents documents, notamment les preuves de Guichenon (XVIIe siècle), les usages suivants dans les signatures : Ego Umbertus, Maurianensis comes (1092), Ego Umbertus Maurianensis comes et Italiæ marchio (1093), Ego Umbertus comes (1098) ou encore Ego Umbertus, gratia Dei, comes (1100).